# Dècada del 760

## Esdeveniments
- Carlemany assumeix el tron del seu pare
- Bagdad, nova capital
- Guerra entre Xina i el Tibet
- Revolta dels serfs a Galícia
- 761 Fundació d'Oviedo

## Personatges destacats
- Carlemany
- Li Po
- Pipí I el Breu
- Fruela I d'Astúries